# Loiret (departement)
Loiret (45) is een Frans departement.

## Geschiedenis
Het departement was een van de 83 departementen die werden gecreëerd tijdens de Franse Revolutie, op 4 maart 1790 door uitvoering van de wet van 22 december 1789, uitgaande van een deel van de provincie Orléanais.
Loiret ontleent zijn naam aan de rivier Loiret die gevoed wordt vanuit de Loire, en die zich na ongeveer 12 km weer bij deze rivier voegt. Dit verschijnsel verklaart ook de naam van een wijk van Orléans: La Source.

## Geografie
Loiret is omgeven door de departementen Essonne, Seine-et-Marne, Yonne, Nièvre, Cher, Loir-et-Cher en Eure-et-Loir.
Loiret bestaat uit de drie arrondissementen:
- Montargis
- Orléans
- Pithiviers

Loiret heeft 21 kantons:
- Kantons van Loiret

Loiret heeft 334 gemeenten:
- Lijst van gemeenten in het departement Loiret

## Demografie

### Demografische evolutie sinds 1962
| Naam       | Index 1962 | Index 1968 | Index 1975 | Index 1982 | Index 1990 | Index 1999 | Index 2008 | Index 2019 |
| ---------- | ---------- | ---------- | ---------- | ---------- | ---------- | ---------- | ---------- | ---------- |
| Loiret     | 100,0      | 110,5      | 125,7      | 137,4      | 148,9      | 158,6      | 166,9      | 174,2      |
| Frankrijk* | 100,0      | 107,1      | 113,3      | 117,0      | 121,9      | 126,0      | 133,8      | 140,1      |

| Naam       | Inw./Km² 1962 | Inw./km² 1968 | Inw./km² 1975 | Inw./km² 1982 | Inw./km² 1990 | Inw./km² 1999 | Inw./km² 2008 | Inw./km² 2019 |
| ---------- | ------------- | ------------- | ------------- | ------------- | ------------- | ------------- | ------------- | ------------- |
| Loiret     | 57,5          | 63,6          | 72,4          | 79,1          | 85,7          | 91,2          | 96,1          | 100,4         |
| Frankrijk* | 84,2          | 90,1          | 95,4          | 98,5          | 102,7         | 106,1         | 112,7         | 119,7         |

Frankrijk* = exclusief overzeese gebieden
Bron: Recensement Populaire INSEE - 1962 tot 1999 population sans doubles comptes, nadien Population Municipale
Op 1 januari 2022 had Loiret 687.063 inwoners.

### De 10 grootste gemeenten in het departement
| Nr. | Gemeente                | Aantal inwoners (2022) |
| --- | ----------------------- | ---------------------- |
| 1   | Orléans                 | 116.344                |
| 2   | Olivet                  | 22.988                 |
| 3   | Saint-Jean-de-Braye     | 22.088                 |
| 4   | Fleury-les-Aubrais      | 21.664                 |
| 5   | Saran                   | 16.866                 |
| 6   | Saint-Jean-de-la-Ruelle | 16.608                 |
| 7   | Montargis               | 14.819                 |
| 8   | Amilly                  | 13.432                 |
| 9   | Gien                    | 13.431                 |
| 10  | Châlette-sur-Loing      | 12.958                 |

## Afbeeldingen

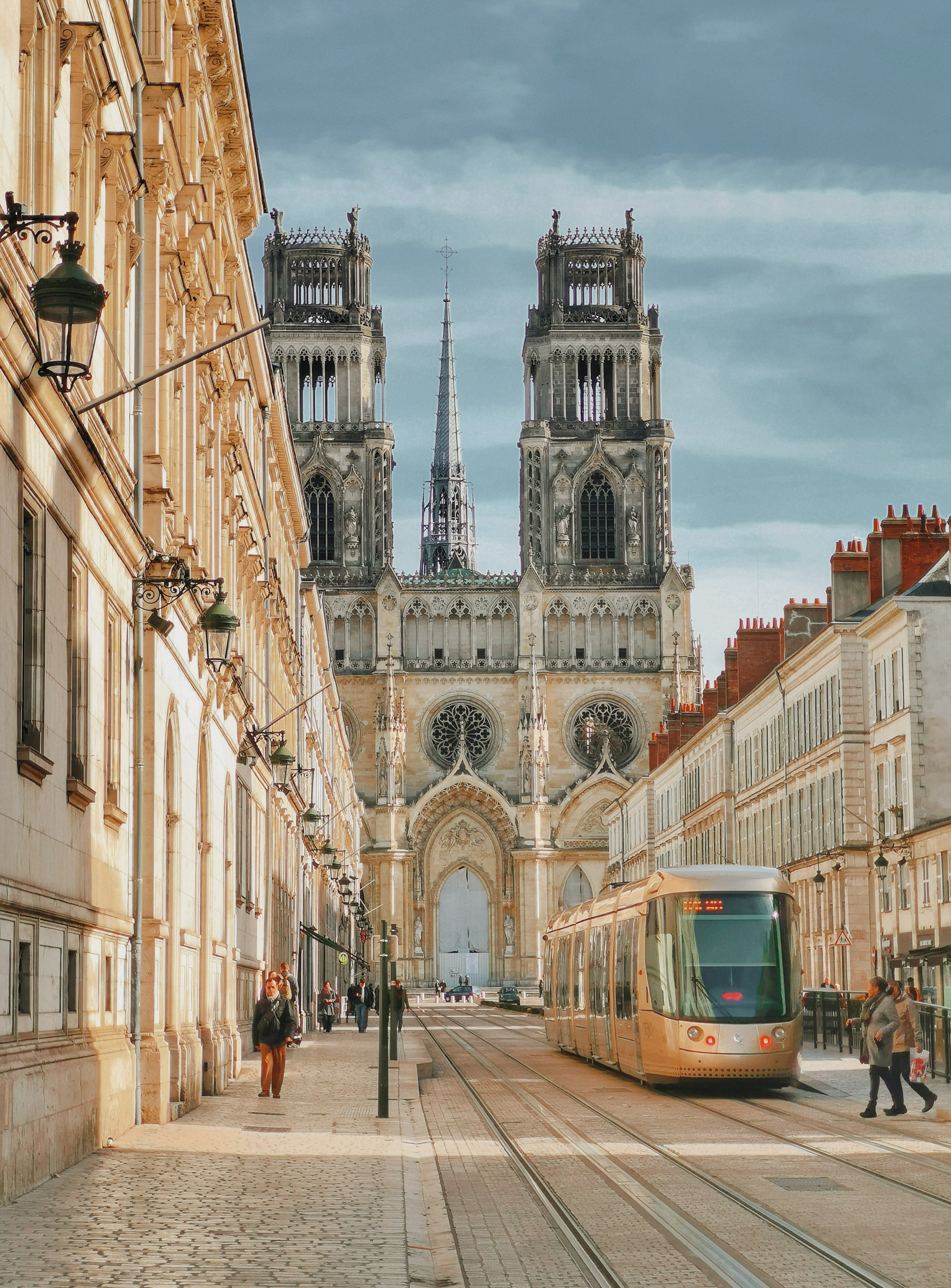
Orléans
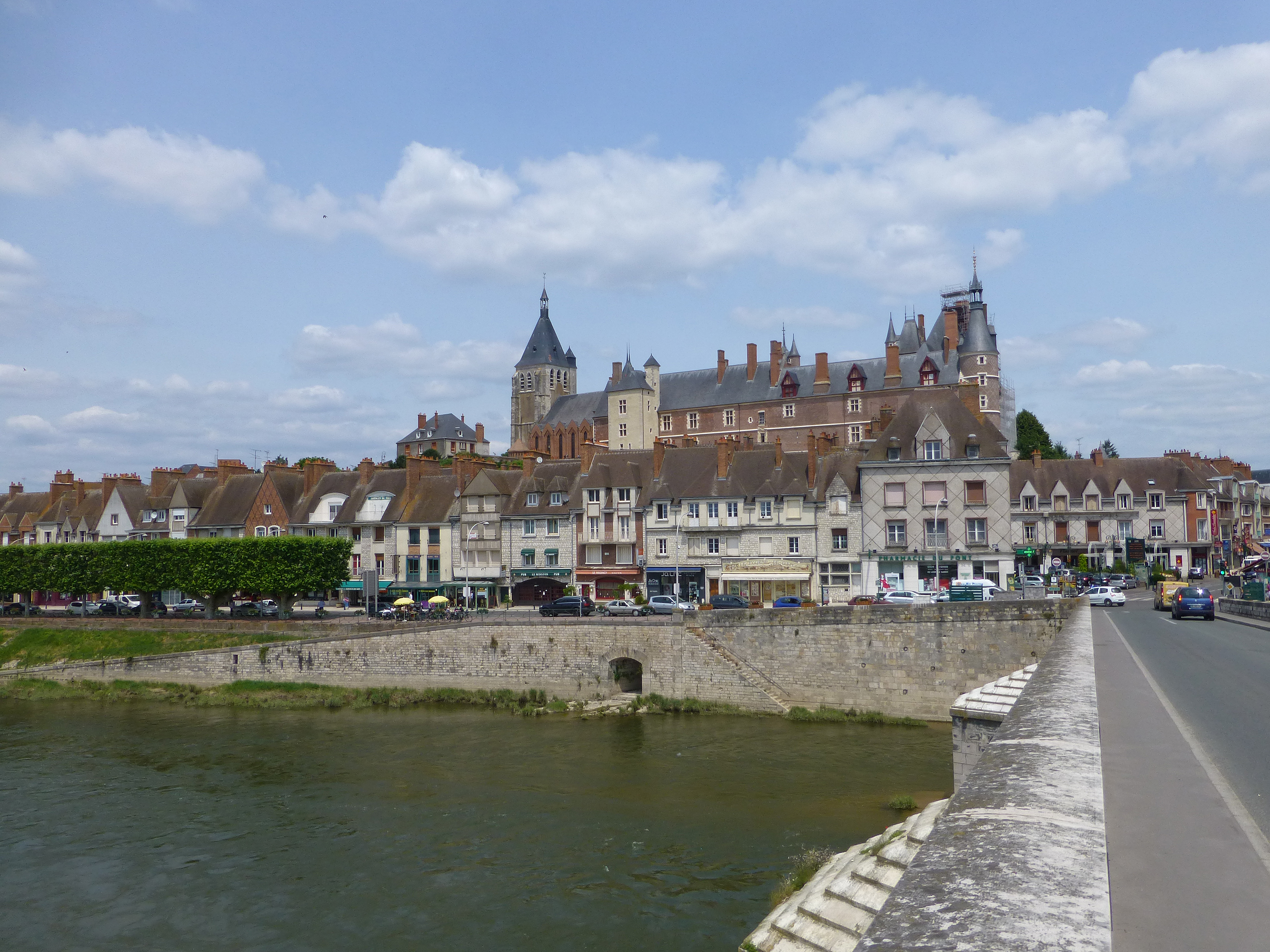
Gien
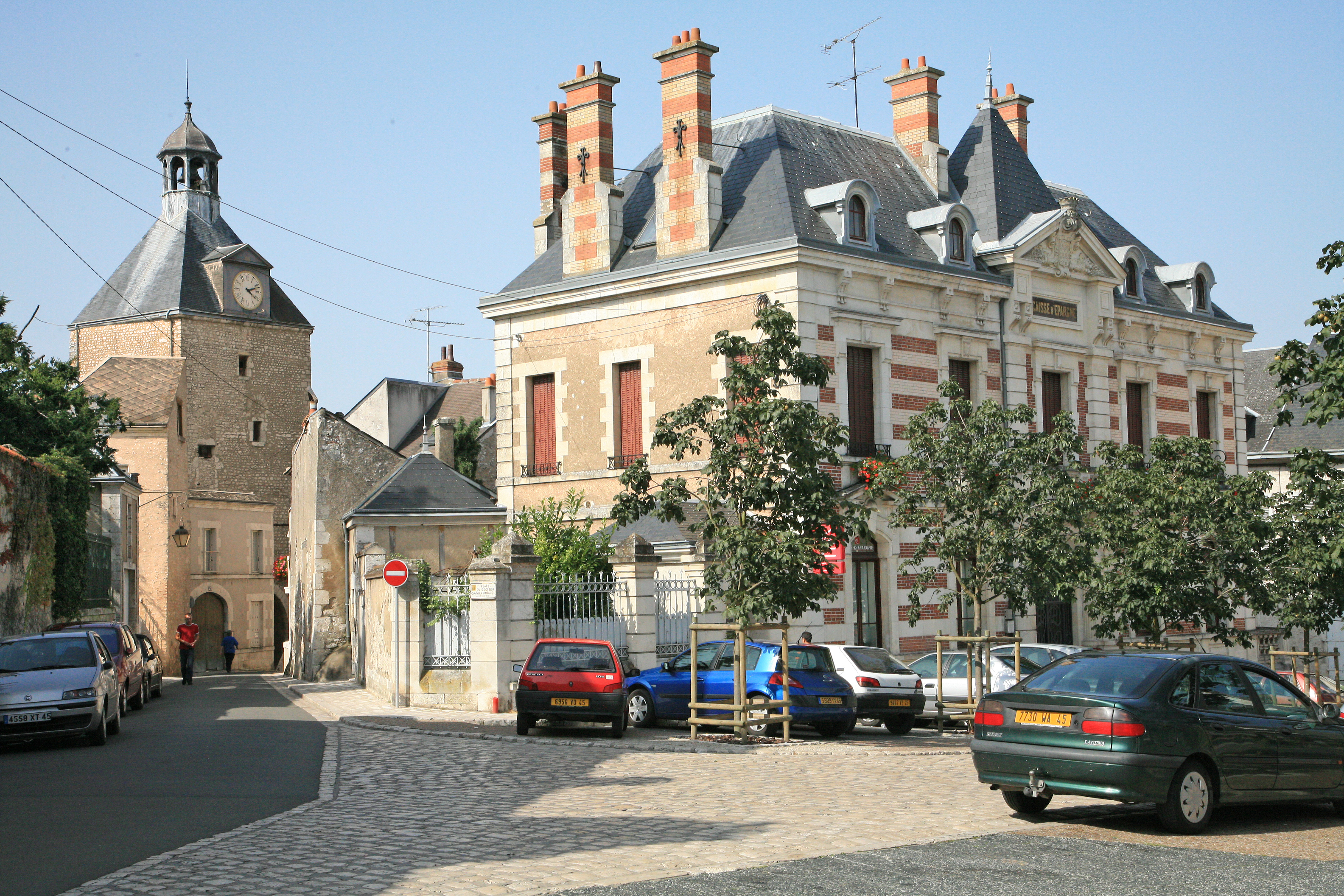
Beaugency